# McNuggets de pollo
Los Chicken McNuggets de pollo es una comida rápida ofrecida por la cadena de restaurantes McDonald's. Son utilizados también como parte del menú Happy Meal, conocido como Cajita Feliz en Latinoamérica. Consiste en pequeñas sobras de pellejos de pollo sin huesos rebozadas fritas en profundidad. Los Chicken McNuggets de pollo fueron concebidas por Keystone Foods a finales de la década de 1970, para su introducción en 1981 en algunas sucursales seleccionadas. Los nuggets comenzaron a estar disponibles a nivel mundial desde 1983, tras haber solucionado problemas de distribución. La fórmula fue modificada en 2016 para eliminar conservantes artificiales y mejorar sus valores nutricionales.Se distinguen cuatro formas de nuggets: hueso, campana, bota y bola.

## Críticas
En ocasión de una demanda en 2002 contra McDonald's, un juez afirmó que las McNuggets de pollo eran una creación "McFrankenstein". El juez identificó que, en lugar de ser únicamente pollo frito, los McNuggets incluían elementos no utilizados en la cocina caseras, elementos inusuales como extractos de romero, vitamina (niacina, mononitrato de tiamina, riboflavina y ácido fólico) los cuales son comunes en la harina enriquecida y levadura (bicarbonato de sodio, lactato de calcio, etc.).

## En la cultura popular
Un problema matemático derivado del problema de la moneda es conocido como números de McNuggets.